# Лещинец, Илья Иванович
Илья Иванович Лещинец (04.08.1933 — 2002, Москва) — российский нефтяник, в 1998 году президент компании «Роснефть».

## Биография
Родился в селе Зняцево (позже — Мукачевский район Закарпатской области).
После окончания Львовского политехнического института (1955) работал инженером-нормировщиком нефтепромысла, инженером-экономистом Арчединского нефтепромыслового управления объединения «Нижневолжскнефть», заместителем начальника планово-экономического управления Нижне-Волжского СНХ.
В 1965—1988 заместитель начальника Планово-экономического управления (ПЭУ), секретарь парткома, начальник ПЭУ Министерства нефтяной промышленности СССР.
1988—1989 — заместитель министра нефтяной промышленности СССР — начальник Главного экономического управления.
1989—1991 — заместитель министра нефтяной и газовой промышленности СССР — начальник Экономического отдела.
В 1991—1993 годах — первый вице-президент корпорации «Роснефтегаз».
С 1993 года — вице-президент ГП «Роснефть», первый вице-президент АО «Роснефть», первый заместитель министра топлива и энергетики РФ.
С мая по июль 1998 года президент, затем до 2000 года советник президента АО «Роснефть».
С 2000 на пенсии по болезни.
Заслуженный экономист РСФСР (1993), Почётный нефтяник. Награждён орденами и медалями.